# تلومراز

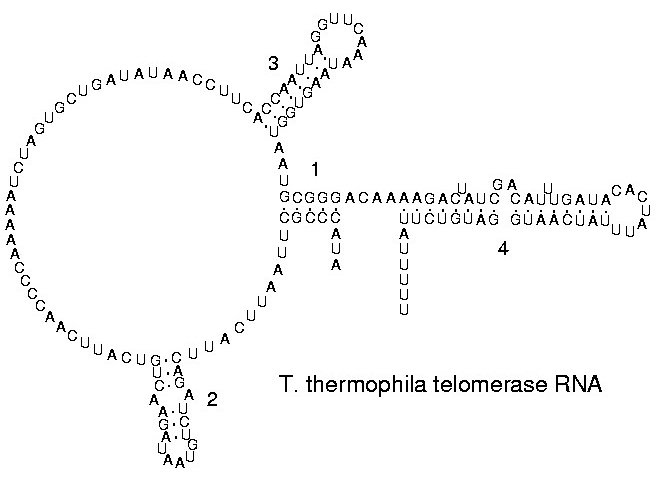

تَهپاراز یا تِلومِراز (به انگلیسی: Telomerase) نوعی آنزیم است که یک ریبونوکلئوپروتئین نیز می‌باشد، و با الگو قراردادن بخش اسید ریبونوکلئیکی خود، توالی‌های تکراری تلومر(تهپار) را به پایانهٔ رشتهٔ پیرو متصل کرده و این بخش اضافه برای سنتز پرایمر جدید الگو قرار گرفته و همانندسازی انتهای دی‌ان‌ای کامل می‌شود. خود پرایمر نیز تا نزدیکی انتها الگو قرار گرفته و دورشته‌ای می‌شود. اما در انتها با توجّه به عدم وجود پایانهٔ ۳ مشکل تکرار می‌شود و این بار با توجّه به اینکه تلومر توالی نارمزگذار است بدون ایجاد مشکلی سنتز رشتهٔ مکمّل متوقف شده و انتهای تلومر همانطور که گفته شد تک‌رشته‌ای باقی می‌ماند و در تشکیل T-loop دخالت می‌کند.